# Maiden Voyage (Herbie Hancock)
| Recensione | Giudizio |
| ---------- | -------- |
| AllMusic   | [ 3 ]    |

Maiden Voyage è il quinto album discografico del musicista jazz statunitense Herbie Hancock, pubblicato dalla casa discografica Blue Note Records nel febbraio del 1966.

## Tracce

### LP
Tutti i brani sono stati composti da Herbie Hancock.
Lato A
1. Maiden Voyage – 7:53
2. The Eye of the Hurricane – 5:57
3. Little One – 8:43

Lato B
1. Survival of the Fittest – 9:59
2. Dolphin Dance – 9:16

- Durata brani tratti dall'edizione su CD del 1999 pubblicato dalla Blue Note Records (7243 4 95331 2 7)

## Formazione
- Herbie Hancock - piano
- Freddie Hubbard - tromba
- George Coleman - sassofono tenore
- Ron Carter - contrabbasso
- Anthony Williams - batteria

Note aggiuntive
- Alfred Lion - produttore
- Michael Cuscuna - produttore riedizione su CD
- Registrazioni effettuate il 17 marzo 1965 al Van Gelder Studio di Englewood Cliffs, New Jersey, Stati Uniti
- Rudy Van Gelder - ingegnere delle registrazioni
- Reid Miles - design e foto copertina album originale
- Herbie Hancock e Nora Kelly - note retrocopertina album originale[4] [5]

## Classifiche
| Classifica (2021) | Posizione massima |
| ----------------- | ----------------- |
| Grecia            | 52                |